# Боголин
Боголин (болг. Боголин) — село в Благоевградской области Болгарии. Входит в состав общины Сатовча. Находится примерно в 8 км к югу от центра села Сатовча и примерно в 89 км к юго-востоку от центра города Благоевград. По данным переписи населения 2011 года, в селе  проживало 418 человек.

## Население
| Год     | 1934 | 1946 | 1956 | 1965 | 1975 | 1985 | 1992 | 2001 | 2011 |
| ------- | ---- | ---- | ---- | ---- | ---- | ---- | ---- | ---- | ---- |
| Жителей | 174  | 186  | 226  | 286  | 318  | 393  | 464  | 466  | 418  |

| Национальность | Человек | Процент |
| -------------- | ------- | ------- |
| болгары        | 89      | 91,75%  |
| турки          | 6       | 6,19%   |
| Всего ответов  | 97      |         |

|  |